# Mikhaïl Iujni
Mikhaïl Mikhàilovitx Iujni (en rus Михаил Михайлович Южный) (Moscou, URSS, 25 de juny de 1982) és un exjugador professional de tennis rus.
En la seua carrera professional, ha guanyat deu títols ATP en individuals, i nou en dobles.
Va arribar al vuitè lloc del rànquing individual l'any 2008 i el 38è en el rànquing de dobles. El seu millor resultat en Grand Slams són els quarts de final en tots els torneigs i les semifinals en el US Open. Va formar part de l'equip rus de Copa Davis en diverses ocasions, i va col·laborar en l'obtenció dels títols de 2002 i 2006.

## Biografia
Fill de Mikhail i Lubov, coronel de l'exèrcit soviètic i tennista professional respectivament, té un germà anomenat Andrei. Tots dos germans van començar a jugar a tennis entrenats per Boris Sobkin i posteriorment van entrar al Spartak.
Es va casar amb Yulia el 22 de novembre de 2008 a Moscou, i el matrimoni va tenir dos fills: Maxim (2009) i Igor (2012).
Va començar a estudiar filosofia a la Universitat Estatal de Moscou l'any 2005 i es va doctorar l'any 2010 basant la seva tesi en el comportament dels tennistes a pista.

## Palmarès

### Individual: 21 (10−11)
| Llegenda (pre/post 2009)                                 |
| -------------------------------------------------------- |
| Grand Slams (0−0)                                        |
| Tennis Masters Cup / ATP Finals (0−0)                    |
| ATP Masters Series / ATP World Tour Masters 1000 (0−0)   |
| ATP International Series Gold / ATP World Tour 500 (2−5) |
| ATP International Series / ATP World Tour 250 (8−6)      |

| Títols per superfície |
| --------------------- |
| Dura (6−8)            |
| Gespa (0−1)           |
| Terra batuda (3−2)    |
| Moqueta (1−0)         |

| Resultat  | Núm. | Data                   | Torneig                    | Superfície   | Oponent               | Marcador                |
| --------- | ---- | ---------------------- | -------------------------- | ------------ | --------------------- | ----------------------- |
| Guanyador | 1.   | 15 de juliol de 2002   | Stuttgart, Alemanya        | Terra batuda | Guillermo Cañas       | 6−3, 3−6, 3−6, 6−4, 6−4 |
| Finalista | 1.   | 28 d'octubre de 2002   | Sant Petersburg, Rússia    | Dura (i)     | Sébastien Grosjean    | 5−7, 4−6                |
| Finalista | 2.   | 20 de setembre de 2004 | Pequín, Xina               | Dura         | Marat Safin           | 6−7(4), 5−7             |
| Guanyador | 2.   | 25 d'octubre de 2004   | Sant Petersburg            | Moqueta (i)  | Karol Beck            | 6−2, 6−2                |
| Guanyador | 3.   | 19 de febrer de 2007   | Rotterdam, Països Baixos   | Dura (i)     | Ivan Ljubičić         | 6−2, 6−4                |
| Finalista | 3.   | 3 de març de 2007      | Dubai, Emirats Àrabs Units | Dura         | Roger Federer         | 4−6, 3−6                |
| Finalista | 4.   | 6 de maig de 2007      | Munic, Alemanya            | Terra batuda | Philipp Kohlschreiber | 6−2, 3−6, 4−6           |
| Guanyador | 4.   | 6 de gener de 2008     | Chennai, Índia             | Dura         | Rafael Nadal          | 6−0, 6−1                |
| Finalista | 5.   | 10 de maig de 2009     | Munic (2)                  | Terra batuda | Tomáš Berdych         | 4−6, 6−4, 6−7(5)        |
| Finalista | 6.   | 11 d'octubre de 2009   | Tòquio, Japó               | Dura         | Jo-Wilfried Tsonga    | 3−6, 3−6                |
| Guanyador | 5.   | 25 d'octubre de 2009   | Moscou, Rússia             | Dura (i)     | Janko Tipsarević      | 6−7(5), 6−0, 6−4        |
| Finalista | 7.   | 8 de novembre de 2009  | València, Espanya          | Dura (i)     | Andy Murray           | 3−6, 2−6                |
| Finalista | 8.   | 14 de febrer de 2010   | Rotterdam                  | Dura (i)     | Robin Söderling       | 4−6, 0−2, retirada      |
| Finalista | 9.   | 28 de febrer de 2010   | Dubai (2)                  | Dura         | Novak Đoković         | 5−7, 7−5, 3−6           |
| Guanyador | 6.   | 9 de maig de 2010      | Munic                      | Terra batuda | Marin Čilić           | 6−3, 4−6, 6−4           |
| Guanyador | 7.   | 3 d'octubre de 2010    | Kuala Lumpur, Malàisia     | Dura (i)     | Andrey Golubev        | 6−7(2), 6−2, 7−6(3)     |
| Finalista | 10.  | 31 d'octubre de 2010   | Sant Petersburg (2)        | Dura (i)     | Mikhaïl Kukuixkin     | 3−6, 6−7(2)             |
| Guanyador | 8.   | 5 de febrer de 2012    | Zagreb, Croàcia            | Dura (i)     | Lukáš Lacko           | 6−2, 6−3                |
| Finalista | 11.  | 16 de juny de 2013     | Halle, Alemanya            | Gespa        | Roger Federer         | 7−6(5), 3−6, 4−6        |
| Guanyador | 9.   | 28 de juliol de 2013   | Gstaad, Suïssa             | Terra batuda | Robin Haase           | 6−3, 6−4                |
| Guanyador | 10.  | 27 d'octubre de 2013   | València                   | Dura (i)     | David Ferrer          | 6−3, 7−5                |

### Dobles masculins: 12 (9−3)
| Llegenda (pre/post 2009)                                 |
| -------------------------------------------------------- |
| Grand Slams (0−0)                                        |
| Tennis Masters Cup / ATP Finals (0−0)                    |
| ATP Masters Series / ATP World Tour Masters 1000 (0−0)   |
| ATP International Series Gold / ATP World Tour 500 (2−1) |
| ATP International Series / ATP World Tour 250 (7−2)      |

| Títols per superfície |
| --------------------- |
| Dura (4−2)            |
| Gespa (3−0)           |
| Terra batuda (1−1)    |
| Moqueta (1−0)         |

| Resultat  | Núm. | Data                   | Torneig                    | Superfície   | Parella               | Oponents                       | Marcador         |
| --------- | ---- | ---------------------- | -------------------------- | ------------ | --------------------- | ------------------------------ | ---------------- |
| Finalista | 1.   | 9 de gener de 2005     | Doha, Qatar                | Dura         | Andrei Pavel          | Albert Costa Rafael Nadal      | 3−6, 6−4, 3−6    |
| Finalista | 2.   | 18 de setembre de 2005 | Pequín, Xina               | Dura         | Dmitry Tursunov       | Justin Gimelstob Nathan Healey | 6−4, 3−6, 2−6    |
| Guanyador | 1.   | 17 d'octubre de 2005   | Moscou, Rússia             | Moqueta (i)  | Max Mirnyi            | Igor Andreev Nikolay Davydenko | 6−1, 6−1         |
| Guanyador | 2.   | 7 de gener de 2007     | Doha                       | Dura         | Nenad Zimonjić        | Martin Damm Leander Paes       | 6−1, 7−6(3)      |
| Guanyador | 3.   | 6 de maig de 2007      | Munic, Alemanya            | Terra batuda | Philipp Kohlschreiber | Jan Hájek Jaroslav Levinský    | 6−1, 6−4         |
| Finalista | 3.   | 24 de febrer de 2008   | Rotterdam, Països Baixos   | Terra batuda | Philipp Kohlschreiber | Tomáš Berdych Dmitry Tursunov  | 5−7, 6−3, [7−10] |
| Guanyador | 4.   | 15 de juny de 2008     | Halle, Alemanya            | Gespa        | Mischa Zverev         | Lukáš Dlouhý Leander Paes      | 3−6, 6−4, [10−3] |
| Guanyador | 5.   | 5 d'octubre de 2008    | Tòquio, Japó               | Dura         | Mischa Zverev         | Lukáš Dlouhý Leander Paes      | 6−3, 6−4         |
| Guanyador | 6.   | 14 de juny de 2009     | Londres, Regne Unit        | Gespa        | Wesley Moodie         | Marcelo Melo André Sá          | 6−4, 4−6, [10−6] |
| Guanyador | 7.   | 13 de juny de 2010     | Halle (2)                  | Gespa        | Serhí Stakhovski      | Martin Damm Filip Polášek      | 4−6, 7−5, [10−7] |
| Guanyador | 8.   | 26 de febrer de 2011   | Dubai, Emirats Àrabs Units | Dura         | Serhí Stakhovski      | Jérémy Chardy Feliciano López  | 4−6, 6−3, [10−3] |
| Guanyador | 9.   | 5 de febrer de 2012    | Zagreb, Croàcia            | Dura (i)     | Markos Bagdatís       | Ivan Dodig Mate Pavić          | 6−2, 6−2         |

### Equips: 3 (2−1)
| Resultat  | Núm. | Data                                   | Torneig                            | Superfície       | Equip                                               | Oponents                                                             | Marcador |
| --------- | ---- | -------------------------------------- | ---------------------------------- | ---------------- | --------------------------------------------------- | -------------------------------------------------------------------- | -------- |
| Guanyador | 1.   | 29 de novembre − 1 de desembre de 2002 | Copa Davis, París, França          | Terra batuda (i) | Ievgueni Kàfelnikov Marat Safin Andrei Stoliarov    | Nicolas Escudé Sébastien Grosjean Paul-Henri Mathieu Fabrice Santoro | 3−2      |
| Guanyador | 2.   | 1−3 de desembre de 2006                | Copa Davis, Moscou, Rússia         | Moqueta (i)      | Nikolai Davidenko Marat Safin Dmitri Tursúnov       | José Acasuso Agustín Calleri Juan Ignacio Chela David Nalbandian     | 3−2      |
| Finalista | 1.   | 30 de novembre − 2 de desembre de 2007 | Copa Davis, Portland, Estats Units | Dura (i)         | Ígor Andréiev · Nikolai Davidenko · Dmitri Tursúnov | James Blake · Bob Bryan · Mike Bryan · Andy Roddick                  | 1–4      |

## Trajectòria

### Individual
| Open d'Austràlia | A   | 3R          | 3R          | 4R          | 1R    | 2R          | 1R          | 3R          | QF    | 1R          | 3R          | 3R          | 1R    | 2R          | 2R          | 1R          | A     | 1R    | 1R   | 0 / 17    | 20 – 16   |
| Roland Garros | Q1  | 1R          | 1R          | 2R          | 3R    | 2R          | 2R          | 4R          | 3R    | 2R          | QF          | 3R          | 3R    | 4R          | 2R          | 1R          | 1R    | 1R    | 1R   | 0 / 18    | 23 – 18   |
| Wimbledon | A   | 4R          | 4R          | 2R          | 1R    | 4R          | 3R          | 4R          | 4R    | 1R          | 2R          | 4R          | QF    | 4R          | 2R          | 1R          | 2R    | 2R    | 1R   | 0 / 18    | 32 – 18   |
| US Open | A   | 3R          | A           | 1R          | 3R    | 3R          | SF          | 2R          | A     | 2R          | SF          | 1R          | 1R    | QF          | 1R          | 2R          | 3R    | 2R    | 1R   | 0 / 16    | 26 – 16   |
| Jocs Olímpics | A   | No celebrat | No celebrat | No celebrat | QF    | No celebrat | No celebrat | No celebrat | 3R    | No celebrat | No celebrat | No celebrat | 1R    | No celebrat | No celebrat | No celebrat | A     | NC    | NC   | 0 / 3     | 5 – 3     |
| Total Victòries–Derrotes                                                                                                  | 6−8 | 20−20       | 31−24       | 29−27       | 42−27 | 23−23       | 25−21       | 50−24       | 28−22 | 42−28       | 43−19       | 27−24       | 33−21 | 39−24       | 18−23       | 9−24        | 17−18 | 10−20 | 7−18 | 499 – 416 | 499 – 416 |
| Rànquing a final d'any | 113 | 59          | 32          | 43          | 16    | 44          | 24          | 19          | 33    | 19          | 10          | 35          | 25    | 15          | 48          | 127         | 57    | 84    | 115  |           |           |
| Llegenda: G: Guanyador; F: Finalista; SF: Semifinalista; QF: Quarts de final; Q: Qualificació; A: Absent; RR: Round Robin |     |             |             |             |       |             |             |             |       |             |             |             |       |             |             |             |       |       |      |           |           |

### Dobles masculins
| Open d'Austràlia | A           | 1R          | 1R          | 1R   | 1R          | A           | 1R          | 1R    | 1R          | 1R          | 2R          | 1R    | 3R          | QF          | 1R          | A   | 1R  | 0 / 14    | 6 – 14    |
| Roland Garros | A           | A           | A           | 1R   | 2R          | 3R          | A           | A     | A           | 2R          | 2R          | 1R    | 1R          | 1R          | 2R          | 1R  | 1R  | 0 / 11    | 6 – 11    |
| Wimbledon | A           | A           | A           | 1R   | A           | 1R          | A           | A     | A           | A           | A           | A     | A           | 1R          | 1R          | 1R  | A   | 0 / 5     | 0 – 5     |
| US Open | A           | A           | 1R          | 2R   | 3R          | QF          | A           | A     | A           | 3R          | 3R          | 2R    | 3R          | 1R          | A           | 1R  | 1R  | 0 / 11    | 13 – 10   |
| Jocs Olímpics | No celebrat | No celebrat | No celebrat | 1R   | No celebrat | No celebrat | No celebrat | 2R    | No celebrat | No celebrat | No celebrat | 2R    | No celebrat | No celebrat | No celebrat | A   | NC  | 0 / 3     | 2 – 3     |
| Total Victòries–Derrotes                                                                                                  | 2−7         | 3−11        | 5−15        | 8−14 | 17−11       | 12−17       | 11−6        | 18−14 | 11−9        | 15−15       | 13−12       | 11−12 | 14−13       | 10−13       | 2−7         | 0−6 | 1−6 | 107 – 132 | 107 – 132 |
| Rànquing a final d'any | 298         | 223         | 169         | 125  | 47          | 68          | 95          | 65    | 122         | 69          | 60          | 121   | 74          | 72          | 379         | –   | 819 |           |           |
| Llegenda: G: Guanyador; F: Finalista; SF: Semifinalista; QF: Quarts de final; Q: Qualificació; A: Absent; RR: Round Robin |             |             |             |      |             |             |             |       |             |             |             |       |             |             |             |     |     |           |           |